# پاریس برونر
پاریس جوزوا برونر (به انگلیسی: Paris Josua Brunner؛ زادهٔ ۱۵ فوریهٔ ۲۰۰۶) بازیکن فوتبال اهل آلمان است که در پست مهاجم بازی می‌کند.